# Massaker von Deutsch Schützen
Beim Massaker von Deutsch Schützen im Burgenland wurden am 29. März 1945 mindestens 57 ungarische Juden von Soldaten der Waffen-SS ermordet. Die Opfer waren zuvor als Zwangsarbeiter beim Bau des Südostwalls eingesetzt worden. Der HJ-Bannführer Alfred Weber, verantwortlich für den Bauabschnitt bei Deutsch Schützen, gab den Befehl zu dem Massaker. Ausgeführt wurde es von drei versprengten SS-Soldaten, von denen mindestens zwei der 5. SS-Panzer-Division „Wiking“ angehörten. In der Nachkriegszeit bezeichnete die österreichische und westdeutsche Justiz solche Verbrechen am Ende des Zweiten Weltkriegs als sogenannte Endphaseverbrechen. Dies geschah letztlich, um die Täter vor Strafverfolgung zu schützen oder milde Strafen zu rechtfertigen.
Angehörige der Hitlerjugend führten im Zuge dieses Verbrechens Organisations- und Sicherungsaufgaben durch. Die rund 400 überlebenden Juden mussten nach Abbruch des Massakers nach Hartberg marschieren, von wo aus sie die mehrtägigen Todesmärsche zum KZ Mauthausen mitmachen mussten. Wie viele von ihnen dabei ermordet wurden, ist nicht bekannt.
Während die drei SS-Männer und der Initiator Alfred Weber sich durch Flucht ihrer Verantwortung entziehen konnten, wurden die meisten der beteiligten Hitlerjungen 1946 in einem Prozess vor dem Volksgericht Wien zu Gefängnisstrafen zwischen 15 und 36 Monaten verurteilt.
1956 kam auch HJ-Bannführer Alfred Weber vor Gericht. Nach der Abschaffung der Volksgerichte war dies der erste Geschworenenprozess gegen NS-Täter in Österreich. Er fand in einem öffentlichen Klima statt, in dem die Mehrheit der Bevölkerung einen Schlussstrich unter der österreichischen NS-Vergangenheit ziehen wollte. Da einige Zeugen frühere Aussagen widerriefen oder abschwächten, sprachen die Geschworenen Weber schließlich frei.
Einer der beteiligten SS-Männer, Adolf Storms, wurde 2008 von einem Studenten durch eine einfache Telefonrecherche in Duisburg ausfindig gemacht. Dem Politikwissenschafter Walter Manoschek gelang es, mit Storms Kontakt aufzunehmen und das dabei gewonnene Material im Dokumentarfilm „Dann bin ich ja ein Mörder!“ zu verarbeiten. Die Staatsanwaltschaft Duisburg bereitete einen Prozess gegen Storms vor, doch bevor dieser beginnen konnte, verstarb der Angeklagte 90-jährig im Jahr 2010.
In Interviews mit Walter Manoschek gestand der ehemalige HJ-Führer Johann Kaincz, dass er und seine mitangeklagten HJ-Kameraden bei ihrem Prozess 1946 zur Stützung ihrer Verteidigungsstrategie die Anwesenheit von fünf SS-Gendarmen erfunden hätten. Sollte dieses mehr als 65 Jahre nach den Ereignissen erfolgte Geständnis der historischen Wahrheit entsprechen, ist die Darstellung des Verbrechens in den wenigen Publikationen, die es dazu gibt und die auf den Originalprozessakten aufbauen, nicht korrekt.
Das Massengrab der ermordeten Juden konnte 1995 lokalisiert werden. Heute erinnern am Tatort ein Grabstein sowie eine Gedenktafel an der nahen Martinskirche an das Massaker.

## Historischer Hintergrund
Die Ortschaft Deutsch Schützen war infolge des „Anschlusses“ Österreichs an das Deutsche Reich ein Teil des Gaues Steiermark geworden, da das südliche Burgenland diesem zugeschlagen wurde. Das übrige Bundesland gehörte zum Gau Niederdonau.
Am 1. September 1944 wurde der Reichsverteidigungskommissar per Führererlass mit Planung und Bau von Befestigungsanlagen entlang der Reichsgrenzen beauftragt. Im Bereich Steiermark sollte zu diesem Zweck die von der deutschen Propaganda Südostwall oder Reichsschutzstellung genannte Verteidigungslinie entstehen. Verantwortlich für ihre Errichtung war Gauleiter Sigfried Uiberreither.
Parallel zu den Bestrebungen von politischer Seite bereitete auch die Wehrmacht den Stellungsbau vor. Dazu wurde die Dienststelle „Festungsbereich Südost“ installiert, deren Aufgabe es war, die Arbeiten in den Bereichen von Niederdonau und in der Steiermark zu koordinieren. Im Bereich der Steiermark war Generalleutnant Richard Zimmer als Höherer Pionierkommandeur z. b. V. des zuständigen Wehrkreises XVIII  verantwortlich. Außerdem wurde in Graz noch ein Unterstab aufgestellt, der den geplanten Stellungsverlauf entlang der Reichsgrenze erkunden und markieren sollte.
Während der gesamte Südostwall in der Steiermark in sechs Bereiche (I bis VI) unterteilt wurde, umfasste der nördlichste Bereich VI die Grenze der Kreise Oberwart und Fürstenfeld zu Ungarn. Verantwortlich für diesen Abschnitt, in dem sich auch das Gebiet von Deutsch Schützen befand, war der Kreisleiter von Oberwart Eduard Nicka. Im Kreis Oberwart gab es außerdem noch sechs Unterabschnitte, so lag der Ort des Massakers im Abschnitt VI/6 – Deutsch Schützen, mit jeweils einem Unterabschnittsverantwortlichen. Nicka zog außerdem noch eine organisatorische Zwischenebene ein, so war für die Unterabschnitte VI/4 bis VI/6 Oberfeldmeister Klemensits verantwortlich.
Als Unterabschnittsverantwortlicher für den Abschnitt VI/6 − Deutsch Schützen fungierte der HJ-Bannführer Alfred Weber, ein kriegsversehrter ehemaliger Angehöriger des SS-Panzergrenadier-Regiments 4 „Der Führer“, das zur 2. SS-Panzerdivision „Das Reich“ gehörte.
Die Schanzarbeiten begannen ab Oktober 1944. Neben der örtlichen Bevölkerung, Angehörigen der Hitlerjugend und der Organisation Todt wurden dabei auch Fremdarbeiter und ungarisch-jüdische Zwangsarbeiter eingesetzt. Im Bereich des Abschnittes VI sollen von 15.000 eingesetzten Arbeitskräften rund 4.000 ungarische Juden gewesen sein.

## Vorgeschichte
Die Schanzarbeiten in Deutsch Schützen wurden anfangs nur von Angehörigen der Hitlerjugend durchgeführt, die turnusmäßig jeweils für einige Wochen am Südostwall arbeiteten. Für die Beaufsichtigung dieser HJ-Angehörigen hatte Unterabschnittsleiter Weber einige 16-jährige HJ-Führer zur Seite gestellt bekommen: Franz Aldrian, Franz Dobersberger, Alfred Ehrlich, Johann Kaincz, Walter Feigl, Fritz Hagenauer sowie Karl und Wilhelm Bundschuh. Verpflegt wurden die Hitlerjungen von einer Küche, die im Pfarrhof eingerichtet worden war.

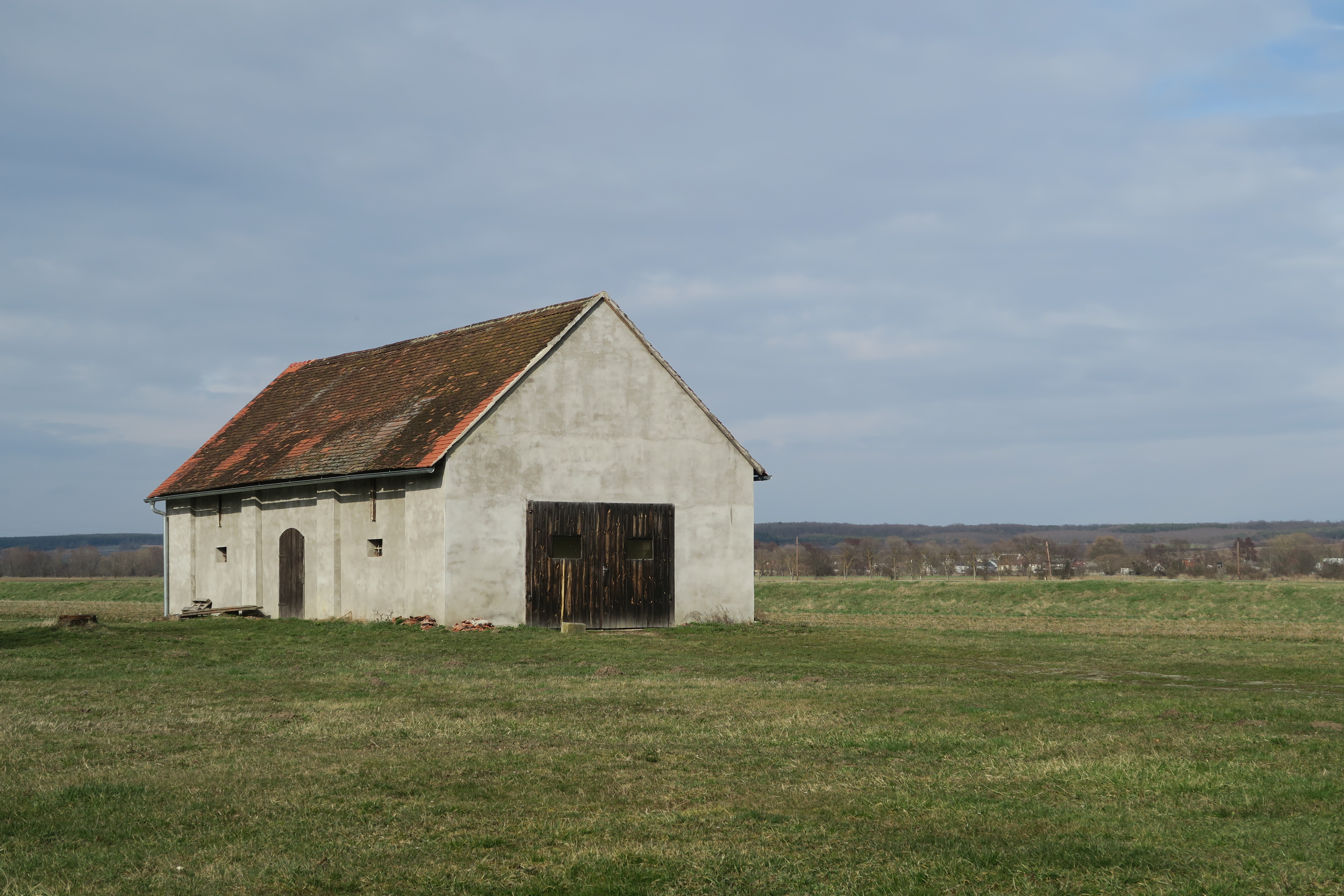
Diese Scheune diente 1945 als Unterkunft für die ungarischen Juden.

Die ersten jüdischen Zwangsarbeiter kamen gegen Ende 1944 nach Deutsch Schützen. Ihre Zahl stieg in den nächsten Wochen ständig an und erreichte im Februar mit 500 bis 600 ihren endgültigen Stand. Untergebracht waren die ungarischen Sklavenarbeiter in zwei Scheunen, die Verpflegung erfolgte im Pfarrhof durch die Küche der Hitlerjugend.
Überlebende des Massakers und der anschließenden Todesmärsche berichteten nach dem Kriegsende davon, dass sie über die den Umständen entsprechend gute Behandlung in Deutsch Schützen überrascht waren. So hatten sie beim Marsch durch Ungarn sehr schlechte Erfahrungen mit ihren eigenen Landsleuten gemacht. Die ungarische Gendarmerie und die Pfeilkreuzler hatten sie zuvor brutal behandelt und ausgeraubt. Die Bewachung in Deutsch Schützen bestand hingegen aus lediglich vier steirischen SA-Angehörigen, einen Kontakt zur in anderen Bereichen des Verteidigungsabschnittes schanzenden Hitlerjugend gab es bis auf wenige Ausnahmen nicht. Während der Historiker Walter Manoschek die These aufstellte, dass es aufgrund des zahlenmäßigen Missverhältnisses zwischen vier Bewachern und mehreren Hunderten zu Bewachenden ein „situatives Arrangement“ gab, berichtete Eleonore Lappin-Eppel in ihrer Arbeit über den Südostwall von gelegentlichen Misshandlungen durch die SA-Mannschaft. Diese namentlich nicht bekannten SA-Männer desertierten schließlich „wenige Tage“ vor dem 29. März 1945 und ließen die ungarischen Zwangsarbeiter somit unbeaufsichtigt zurück.
Die schlechten Erfahrungen mit den eigenen ungarischen Landsleuten, die unsichere militärische Lage, die relativ erträglichen örtlichen Verhältnisse in Deutsch Schützen sowie die Sicherheit der Gruppe wurden von Überlebenden als Hauptgründe angeführt, warum es zu keinen Fluchtversuchen kam, obwohl dies aufgrund der unzureichenden Bewachungsmaßnahmen jederzeit möglich gewesen wäre. Tatsächlich hatte es im Vergleich zu anderen Bauabschnitten des Ostwalls in Deutsch Schützen bis zum 29. März 1945 weder einen Fall von Fleckfieber oder Typhus noch Ermordungen durch die Wachmannschaften gegeben, wie dies an anderen Stellen des Südostwalls oft der Fall war.
Warum es dann trotzdem zu diesem Massaker kam, ist unklar. So argumentierte Eleonore Lappin-Eppel in ihren Arbeiten, dass das Massaker in Deutsch Schützen einer geplanten Aktion entsprungen sei. Sie baute ihre Argumentation auf den Aussagen des Gerichtsprozesses gegen die HJ-Führer im Jahr 1946 auf, in denen von drei SS-Männern und fünf SS-Feldgendarmen die Rede war, die mit dem Auto nach Deutsch Schützen gekommen waren. Walter Manoschek kam hingegen aufgrund der Befragungen von Adolf Storms und Johann Kaincz im Jahre 2008 zu anderen Erkenntnissen. So sagte der ehemalige HJ-Führer Kaincz in einem Interview mit Manoschek aus, dass er und die anderen angeklagten HJ-Angehörigen in ihrem Prozess 1946 bezüglich der Anwesenheit von SS-Feldgendarmen bewusst die Unwahrheit gesagt hätten. Sie wollten damit ihre Verteidigungsstrategie stärken, dass sie aus Angst vor der SS-Feldgendarmerie sich nicht getraut hätten wegzulaufen.
Die Aussagen von SS-Unterscharführer Adolf Storms, einem der Haupttäter, gegenüber Walter Manoschek stützen dessen Theorie insofern, als dass Storms angab, in Veszprém von seiner Einheit (einer Kompanie der 5. SS-Panzer-Division „Wiking“) versprengt worden zu sein, nachdem diese rund um den 22. oder 23. März von der Roten Armee überrannt worden war. Er habe sich dann zu Fuß als Versprengter in Richtung Reichsgrenze durchgeschlagen und sei im Pfarrhof von Deutsch Schützen zum ersten Mal wieder auf SS-Kameraden gestoßen. Bei diesen beiden SS-Männern handelte es sich ebenfalls um Versprengte, einen namentlich nicht bekannten SS-Hauptscharführer von der 5. SS-Panzer-Division „Wiking“ und einen weiteren SS-Mann namens Max mit Tiroler Dialekt. Als Grund, warum den HJ-Führern gerade der Name von Storms in Erinnerung geblieben war, gaben sie an, dass sie nach der Übergabe der ungarischen Zwangsarbeiter in Hartberg mit ihm als Panzervernichtungsbrigade HJ im Rahmen des Volkssturms bis zum Kriegsende zusammengeblieben seien, während die beiden anderen SS-Männer als Wachen die Todesmärsche der Juden weiter begleitet hätten.
Die Entscheidung, am 29. März die Juden zu erschießen, war, laut Aussagen von Johann Kaincz und Fritz Hagenauer gegenüber Manoschek, aber auch laut Aussagen aller HJ-Führer bei ihrem Prozess 1946, in der Nacht vom 28. auf den 29. März bei einer Absprache zwischen Unterabschnittsführer Alfred Weber und den drei SS-Männern im Pfarrhof gefallen. Durch das zufällige Auftauchen der drei Soldaten der Waffen-SS am 28. März tat sich für Alfred Weber eine Möglichkeit auf, sich der ungarischen Juden durch deren Ermordung zu entledigen, nachdem er sich – laut Aussage von Kaincz 2008 – nach dem Desertieren der SA-Wachmannschaft tagelang Sorgen darüber gemacht hatte, „was er mit den jüdischen Zwangsarbeitern anfangen soll“. Mit diesem Entschluss verstieß Weber auch gegen einen Befehl von Kreisleiter Eduard Nicka, dessen Stab nachweislich am 22. März 1945 eine detaillierte Dienstanweisung für die „Rückführung der Juden aus dem Stellungsbau im Falle eines Alarms“ an die Unterabschnittsführer erlassen hatte.

## 29. März 1945 – Das Massaker

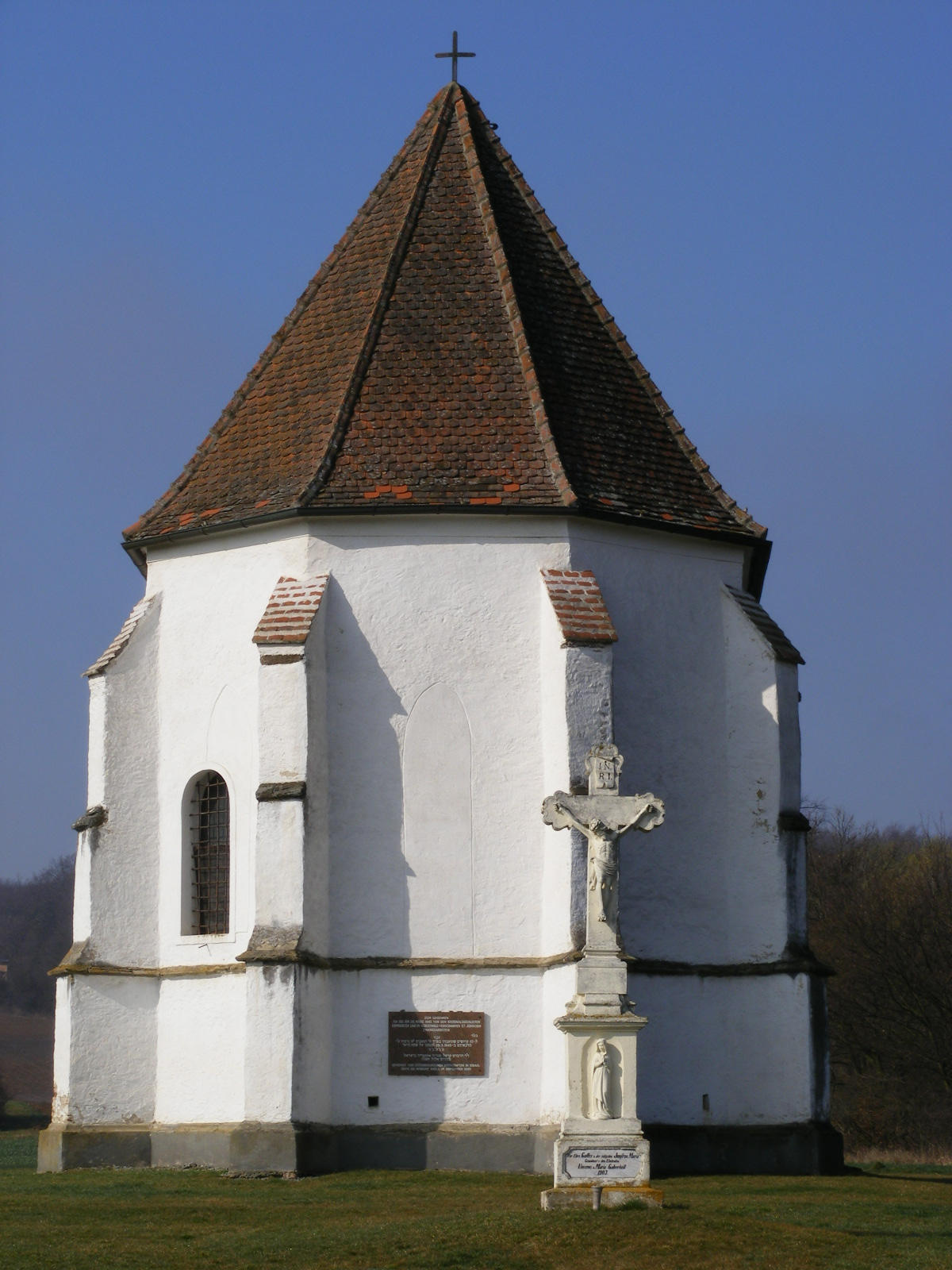
Die Martinskirche im Westen von Deutsch Schützen, die als Übergabepunkt diente

Am Morgen dieses Tages, es war der Gründonnerstag des Jahres 1945, befand sich die Ortschaft Deutsch Schützen in einem emotionalen Ausnahmezustand. Dumpfer Kanonendonner kündigte das Nahen der Roten Armee an. Tatsächlich befanden sich weiter östlich drei sowjetische Gardearmeen (4. und 9. Gardearmee sowie die 6. Gardepanzerarmee) mit rund 200.000 Mann im Rahmen der sogenannten Wiener Operation auf dem Vormarsch auf Wien, die zweitgrößte Stadt des Deutschen Reiches. Um die Mittagszeit dieses Tages sollte ein Rotarmist des IX. Garde-Mechanisierten Korps der erste Soldat sein, der bei Klostermarienberg (Bezirk Oberpullendorf) österreichischen Boden betrat. Am Abend dieses Tages sollten Einheiten der sowjetischen 9. Gardearmee (XXXVII. Gardeschützenkorps) beim Abdecken der linken Flanke des Durchbruchsraumes das 20 Kilometer nördlich gelegene Rechnitz als erste Ortschaft des Bezirkes Oberwart besetzen.
In Deutsch Schützen fand um 8 Uhr vor dem Büro von Unterabschnittsführer Alfred Weber die tägliche Befehlsausgabe statt. Anwesend waren neben den drei SS-Männern die HJ-Führer Franz Aldrian, Franz Dobersberger, Alfred Ehrlich, Johann Kaincz, Walter Feigl und Fritz Hagenauer. Die beiden Riedlingsdorfer Karl und Wilhelm Bundschuh befanden sich zu diesem Zeitpunkt nicht in Deutsch Schützen und stießen erst im Laufe des Vormittages nach dem Ende des Massakers zur Gruppe.
Weber begann seine Befehlsausgabe mit den Worten „Die Juden werden erschossen!“. Als Nächstes teilte er die Rollen ein. Walter Feigl und Fritz Hagenauer hatten die Aufgabe, die ungarischen Zwangsarbeiter zu bewachen und jeweils Gruppen von 20 bis 30 Personen zusammenzustellen. Alfred Ehrlich und Johann Kaincz hatten diese Gruppen zu übernehmen und sie zur westlich der Ortschaft gelegenen Martinskirche zu eskortieren, wo sie von einem SS-Mann übernommen wurden. Neben den drei SS-Männern waren am unmittelbaren Tatort, einem Laufgraben des Südostwalls, von der Hitlerjugend nur Franz Aldrian und Franz Dobersberger eingesetzt.
Eine weitere Gruppe mit rund 30 Personen wurde später von Walter Feigl und Fritz Hagenauer zur Kirche gebracht, eine dritte Gruppe in der gleichen Größe danach wieder von Alfred Ehrlich. Über den weiteren Verlauf des Massakers weichen die Quellen wieder voneinander ab. Während Walter Manoschek schrieb, dass bereits nach der zweiten Gruppe die Erschießungen abgebrochen wurden, berichtete Eleonore Lappin-Eppel, dass Fritz Hagenauer und Walter Feigl eine vierte rund 150 Personen umfassende Gruppe zur Martinskirche gebracht hätten. Feigl sei daraufhin wieder in die Ortschaft zurückgegangen und habe 15 Minuten später den Befehl überbracht, dass die Erschießungen sofort einzustellen seien. Seine Bemühungen, das Mordkommando vom Umbringen der dritten Gruppe abzuhalten, seien hingegen zu spät gekommen. Auch für die Historikerin Eva Holpfer wurden von den SS-Männern nur zwei Gruppen von Zwangsarbeitern erschossen, während unmittelbar vor der dritten Gruppe, die laut Holpfer aus 150 Personen bestand, das Massaker abgebrochen wurde. Diese unterschiedliche Zählweise der Gruppen ist vermutlich auch der Grund dafür, dass die Anzahl der Opfer je nach Quelle zwischen rund 60 und 80 angegeben wird.
Wer die Morde vor Ort tatsächlich ausgeführt hatte, konnte in den Nachkriegsprozessen nicht eindeutig geklärt werden, da sich sowohl die drei SS-Männer als auch der HJ-Führer Franz Aldrian ihrer Verantwortung durch Flucht entzogen und so niemals von staatlichen Stellen verhört werden konnten. Einzig Franz Dobersberger, von den anderen Hitlerjungen beim Prozess 1946 als Angeber beschrieben, brüstete sich unmittelbar nach der Tat vor seinen Kameraden, ebenfalls geschossen zu haben. Bei seinem Prozess charakterisierte er diese Aussagen als Angeberei, das Gericht konnte ihm aufgrund fehlender Zeugen nicht das Gegenteil nachweisen.
Auch zu den näheren Umständen des Abbruches der Erschießungen gab es widersprüchliche Aussagen. So behauptete 1956 Josef Wiesler, zur Zeit des Massakers der provisorische Ortsgruppenleiter von Deutsch Schützen, bei den Voruntersuchungen anlässlich des Prozesses gegen Alfred Weber, dass er am 29. März 1945 bereits vor 8 Uhr mit dem Kreisleiter Eduard Nicka telefoniert habe und dieser ausdrücklich befohlen habe, die Juden nicht zu erschießen, sondern zu evakuieren. 14 Tage später widerrief er beim Prozess diese Aussage vollinhaltlich wieder. Ein anderer Zeuge, Walter Fasching, behauptete, dass Nicka zwischen 8 und 9 Uhr die Erschießungen untersagt habe. Eduard Nicka selbst bestritt bei Vernehmungen nach dem Krieg, von den Morden in Deutsch Schützen gewusst zu haben, änderte dann aber seine Aussage dahingehend ab, dass er von den Erschießungen gehört hatte, er aber nicht in Erfahrung bringen konnte, wo diese stattfanden.
Nachdem der Befehl das Mordkommando erreicht hatte, beendeten die drei SS-Männer sofort das Massaker und gingen in die Ortschaft zurück, um den Abmarsch der rund 400 bis 450 überlebenden Zwangsarbeiter vorzubereiten.
Die Gruppe der Hitlerjungen war in der Zwischenzeit auf neun Mann angewachsen, weil kurz vor dem Abmarsch der Überlebenden noch Franz Landauer, Karl Bundschuh und Wilhelm Bundschuh nach Deutsch Schützen gekommen waren. Als die Kolonne der Zwangsarbeiter den Ortseingang erreichte, befahl Alfred Weber den HJ-Führern, den Laufgraben, in dem die Opfer lagen, zuzuschütten. Um den Auftrag auszuführen, mussten sie rund 50 Meter des Stellungssystems zuschaufeln. Dabei stellte sich heraus, dass zumindest eines der Opfer noch lebte. Franz Aldrian schoss daraufhin auf den ungarischen Zwangsarbeiter, der auch diesen neuerlichen Mordversuch überlebte. Als der Überlebende, Sandor Künzstler, zwei Tage später von drei Zollwachebeamten gefunden wurde, behauptete er in ungarischer Sprache den Beamten gegenüber, dass Kinder auf ihn geschossen hätten. Der Pfarrer von Deutsch Schützen, Johann Farkas, stand nach dem Krieg mit Sandor Künzstler in Briefkontakt, wo dieser berichtete, dass die beiden anwesenden Hitlerjungen (Franz Aldrian und Franz Dobersberger) auch am Massaker teilgenommen hätten.

## Fluchtversuche
Bis zum Tag des Massakers hatte in Deutsch Schützen kein einziger Fluchtversuch eines jüdischen Zwangsarbeiters stattgefunden. Überlebende gaben nach dem Krieg als Erklärung für dieses Verhalten an, dass einerseits die schlechten Erfahrungen mit den eigenen ungarischen Landsleuten und die unsichere militärische Lage und andererseits die relativ erträglichen örtlichen Verhältnisse in Deutsch Schützen und die Sicherheit der Gruppe dafür ausschlaggebend waren, dass derartige Versuche unterblieben.
Als Pfarrer Johann Farkas, der von Webers Plänen von einem Hitlerjungen informiert worden war, bei der morgendlichen Essensausgabe die ungarischen Zwangsarbeiter davor warnte, dass sie erschossen werden würden, hätten sich 40 Personen spontan zur Flucht entschlossen. Auch Fritz Hagenauer behauptete nach dem Krieg, dass er bei der Begleitung der rund 150 Personen umfassenden vierten Gruppe einen jüdischen Hundertschaftsführer gewarnt habe, worauf ebenfalls 40 Personen die Flucht ergriffen hätten. Belege dafür, dass diese Aktionen tatsächlich stattfanden, gibt es nicht.
Nachweisen lassen sich hingegen die Fluchten einiger jüdischer Zwangsarbeiter aufgrund ihrer Aussagen, die in Archiven wie der Shoah Foundation erhalten geblieben sind. So berichtete Chaijim Elijahu Messinger, dass er mit zwei oder drei Freunden die Flucht ergriff, nachdem die Hitlerjungen die erste Gruppe Zwangsarbeiter aus dem Ort in Richtung Martinskirche geführt hatten. Ihre Flucht führte sie bis nach Szombathely, wo sie von Soldaten der Roten Armee zwischenzeitlich festgenommen wurden.
Ladislaus Blum berichtete, dass sie von einem ungarischen Juden gewarnt wurden, der sich aus der ersten Gruppe, die zum Hinrichtungsplatz gebracht worden war, hatte absetzen können und so zu einem Augenzeugen des Massakers geworden war. Alarmiert von dieser Nachricht, mischten sich rund 20 Männer unter die Zivilisten, die Deutsch Schützen aufgrund des Nahens der Roten Armee verließen. Nachdem sie so aus dem Dorf gekommen waren, flüchteten die jüdischen Zwangsarbeiter in Richtung Ungarn und wurden dann ebenfalls von sowjetischen Soldaten gefangen genommen.
Moshe Zairi und sein Freund Yitzak Klein, die beide nichts vom Massaker mitbekommen hatten, nutzten eine Anordnung von Alfred Weber aus, um sich abzusetzen. Dieser hatte ihnen befohlen, sechs Zwangsarbeiter zu holen, die am Morgen zu einem Bauernhof in der Nähe zum Arbeitseinsatz abgestellt worden waren. Zairi und Klein beschlossen, sich zu verstecken und den Abmarsch der Überlebenden abzuwarten. Am Abend kehrten sie wieder nach Deutsch Schützen zurück und suchten dort Pfarrer Johann Farkas auf, der sie drei Tage lang versteckte und von seiner Haushälterin Maria Blaskovics versorgen ließ. Als die Rote Armee schließlich die Ortschaft besetzte, verhandelte Yitzak Klein, welcher der russischen Sprache mächtig war, mit den sowjetischen Soldaten.
Ein weiterer Überlebender war Ferenc Kovacs, der in Deutsch Schützen bei einem Schmied arbeitete und zu diesem ein gutes Vertrauensverhältnis entwickeln konnte. Am Tage des Massakers halfen Dorfbewohner ihm und seinem Freund Mede Gyuri, sich auf dem Dachboden einer Metzgerei zu verstecken, wo auch sie gut versorgt wurden, bis die Rote Armee Deutsch Schützen erreichte. In einem Brief an einen Überlebenden schrieb Pfarrer Johann Farkas nach dem Krieg, dass rund 20 Zwangsarbeiter von Einheimischen auf diversen Dachböden versteckt worden waren und so gerettet werden konnten.

## Der Marsch nach Hartberg
Nachdem der Befehl zum Abbruch des Massakers erteilt worden war, verging nicht viel Zeit, bis sich der Marschzug in Richtung Westen formierte. Ziel war die Stadt Hartberg, die als Sammelpunkt für alle Evakuierungsrouten der Südostwallabschnitte des Kreises Oberwart galt. Die Zwangsarbeiter mussten sich in Dreierreihen formieren und marschierten unter der Bewachung der drei SS-Männer, nachdem diese vom Ort des Massakers zurückgekehrt waren, ab. Johann Kaincz schätzte die Zahl der noch übriggebliebenen Zwangsarbeiter auf rund 430 Personen. Nachdem sich der Zug in Bewegung gesetzt hatte, befahl Unterabschnittsführer Alfred Weber einigen HJ-Führern das Zuschütten des Laufgrabens, in dem die Leichen lagen. Er selbst folgte der Marschgruppe auf einem Traktor, da er aufgrund seiner Kriegsverletzungen stark gehbehindert war.
Die Hitlerjungen eilten, nachdem sie den Laufgraben zugeschüttet hatten, der Marschkolonne nach. Diese marschierte im Laufe des Tages über St. Kathrein im Burgenland, Kirchfidisch, Mischendorf bis nach Jabing. Die HJ-Angehörigen erreichten die Kolonne knapp vor Jabing, wo man nach über 20 Kilometern Fußmarsch auf freiem Feld die Nacht verbrachte.
Am nächsten Tag stand der Marschkolonne eine mehr als 30 Kilometer lange Strecke bevor, die über Rotenturm an der Pinka, Oberdorf, Litzelsdorf und Wolfau nach Hartberg führte. Bereits knapp nach Jabing konnte ein jüdischer Zwangsarbeiter dem Tempo der Kolonne nicht mehr folgen. Adolf Storms ermordete daraufhin den Juden, wie der nach dem Krieg nach Kanada ausgewanderte Karl Bundschuh 2009 in einem Verhör ausführlich beschrieb. Karl Bundschuh sowie die zum Zeitpunkt der Tat sich in der Nähe aufhaltenden Fritz Hagenauer und Wilhelm Bundschuh begruben notdürftig den Ermordeten.
Zumindest ein zweites Opfer dürfte es bei Oberdorf gegeben haben, wobei Franz Dobersberger während des Marsches gegenüber den anderen Hitlerjungen behauptete, dass zwei Exekutionen stattgefunden hätten und er dabei eine selbst vorgenommen habe. Beim Volksgerichtsprozess 1945 verstrickte er sich in Widersprüche und zog sich schließlich auf den Standpunkt zurück, dass er vor den anderen nur angegeben habe.
Am späten Nachmittag des 30. März 1945 erreichte die Marschkolonne den Sportplatz von Hartberg, wo bald rund 2000 jüdische Zwangsarbeiter versammelt waren. Die Hitlerjungen wären eigentlich als Bewachung für den weiteren Marsch vorgesehen gewesen, aber ihr bisheriger Vorgesetzter Alfred Weber riet ihnen, sich vor dieser Dienstpflicht zu drücken. Sie folgten diesem Ratschlag und wurden am nächsten Tag in den Volkssturm übernommen, wo sie bis zum Kriegsende an verschiedenen Aktionen beteiligt waren. Die Hitlerjungen zogen unter dem Kommando von Adolf Storms als Panzervernichtungsbrigade HJ durch die Steiermark und erlebten das Kriegsende in Liezen. Dort hielten sie sich in einer Almhütte versteckt, ehe sie Ende Mai in ihre Heimatorte im Burgenland zurückkehrten.

## Das weitere Schicksal der ungarisch-jüdischen Zwangsarbeiter

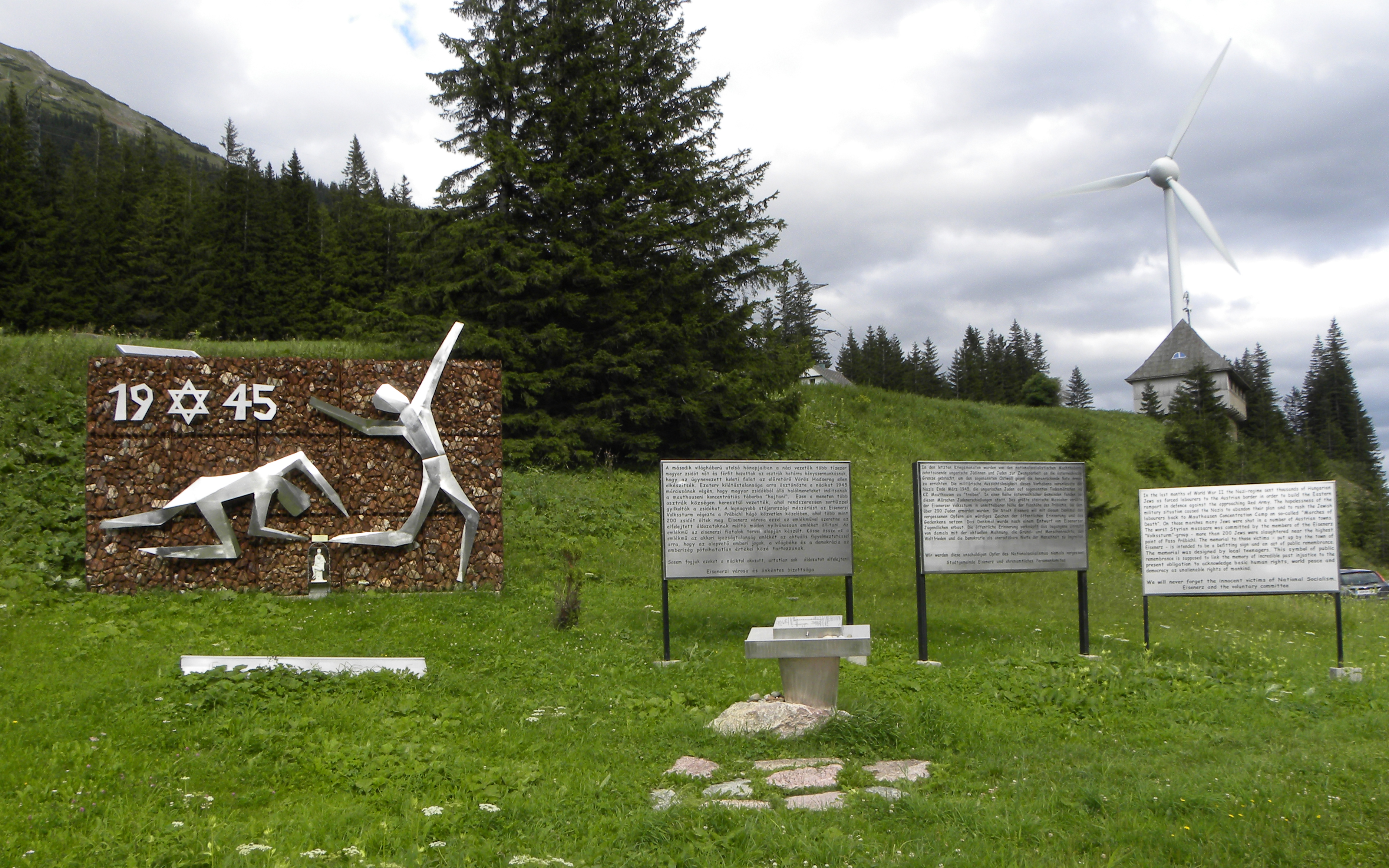
Gedenkstätte für die Opfer des Massakers am Präbichl

Die Spur der ungarisch-jüdischen Zwangsarbeiter aus Deutsch Schützen verliert sich in den nächsten Tagen und Wochen auf den Märschen durch die Steiermark und Oberösterreich. Sie blieben nun nicht mehr als geschlossene Gruppe zusammen, sondern wurden auf verschiedene Marschgruppen aufgeteilt und auf unterschiedlichen Routen in Richtung KZ Mauthausen getrieben. Graz, der Präbichl und Eisenerz waren Stationen auf diesem Leidensweg. Wie viele von ihnen unterwegs erschossen wurden oder das KZ Mauthausen und sein KZ-Außenlager Gunskirchen nicht überstanden haben, ist nicht bekannt.
Einige von ihnen kamen vermutlich am Präbichl ums Leben, als der Eisenerzer Volkssturm, aufgehetzt von seinem Kommandanten Otto Christandl, in die vorbeiziehenden Kolonnen schoss und es dabei über 250 Tote gab. Wie sich der Überlebende Ernö Lazarovits erinnerte, war es ausgerechnet einer der drei Deutsch Schützener SS-Männer, der diesem neuerlichen Massaker ein Ende setzte, indem er als zuständiger Transportleiter den Eisenerzer Volkssturm dazu brachte, das Feuer einzustellen. Zumindest für dieses Massaker wurden in den sogenannten Eisenerz-Prozessen die Schuldigen angeklagt, zehn von ihnen zum Tode verurteilt und am 21. Juni 1946 auch hingerichtet.

## Gerichtliche Verfolgung

### Der Prozess gegen die HJ-Führer 1946
Die Ende Mai 1945 nach Hause heimgekehrten HJ-Führer wurden im August von sowjetischen und österreichischen Behörden vernommen sowie anschließend verhaftet und an das Landesgericht Wien überstellt. Von den insgesamt neun am 29. März 1945 in Deutsch Schützen anwesenden Hitlerjungen wurden Franz Dobersberger, Alfred Ehrlich, Johann Kaincz, Walter Feigl, Fritz Hagenauer sowie Karl und Wilhelm Bundschuh angeklagt. Franz Aldrian war untergetaucht und konnte nie zur Verantwortung gezogen werden. Nicht belangt wurde Franz Landauer. Am 4. Oktober 1946 begann der Prozess vor dem Volksgericht Wien; es war dies der einzige derartige Prozess, bei dem ausschließlich Angehörige der Hitlerjugend vor Gericht standen. Der Vorwurf lautete Mord und bestellter bzw. gemeiner Mord. Alle sieben Angeklagten bekannten sich als nicht schuldig.
Die Anklage gegen Karl und Wilhelm Bundschuh wurde bereits am ersten Prozesstag von der Staatsanwaltschaft zurückgezogen, weil beide nachweislich erst nach dem Ende des Massakers in Deutsch Schützen angekommen waren.
Das Gericht stellte fest, dass die Angeklagten am 29. März 1945 keinen Willen gezeigt hätten, sich den ihnen gestellten Aufgaben zu entziehen. Als strafmildernd wurde ihre Unbescholtenheit, ihr guter Leumund, der sklavische Gehorsam, der ihnen durch die Hitlerjugend anerzogen wurde, ihr jugendliches Alter und die schwierige Situation, in der sie sich befunden hatten, gewertet.
Nach zweitägiger Verhandlung wurde Franz Dobersberger schließlich zu drei Jahren strengem Arrest verurteilt, Alfred Ehrlich und Johann Kaincz erhielten je zwei Jahre, Walter Feigl 18 Monate und Fritz Hagenauer 15 Monate.
Während sich Fritz Hagenauer in einem Interview mit Walter Manoschek mehr als 60 Jahre später über das Urteil immer noch verbittert zeigte, sah dies Johann Kaincz etwas differenzierter. Aus seiner Sicht war sowohl das Verfahren fair als auch das Urteil objektiv gerechtfertigt, auch wenn sie damals aufgrund ihrer Sozialisierung in der Hitlerjugend und ihrer jugendlichen Naivität sich der strafrechtlichen Konsequenz ihrer Handlungsweise nicht bewusst waren.

### Der Prozess gegen Alfred Weber 1955
Alfred Weber wurde am 13. Juli 1955 von Deutschland nach Österreich ausgeliefert, nachdem er dort mit dem Pass seines Bruders aufgegriffen worden war. Am 18. Juni 1956 begann die für fünf Tage anberaumte Hauptverhandlung gegen Weber, welche der erste Geschworenenprozess gegen einen NS-Täter war, nachdem im Dezember 1955 die Volksgerichte abgeschafft worden waren. Dieser erste Prozess nach dem Abzug der Alliierten fand in einem öffentlichen Klima statt, das weder politisch noch gesellschaftlich die Durchführung von NS-Prozessen wünschte. Zu diesem Klimaumschwung hatten die Gründung des Verbandes der Unabhängigen und die Zulassung von mehr als einer halben Million ehemaliger Nationalsozialisten zur Nationalratswahl 1949 beigetragen, aber auch das Buhlen der Großparteien SPÖ und ÖVP um ehemalige Nazis.
Die Staatsanwaltschaft setzte beim Prozess weitgehend auf die Anklageschrift aus dem Prozess von 1946 gegen die HJ-Führer. Die Verteidigungsstrategie des Angeklagten Weber war dahingehend angelegt, dass er bestritt, bei den Erschießungen anwesend gewesen zu sein und somit auch keinen Befehl dazu hatte geben können. Die fünf 1946 verurteilten HJ-Führer, die damals noch einhellig ausgesagt hatten, dass Weber den Befehl zur Ermordung gegeben hatte, fielen in diesem neuerlichen Prozess teilweise um. Während Johann Kaincz und Walter Feigl bei ihren zehn Jahre zuvor getätigten Aussagen blieben, konnte sich Fritz Hagenauer nicht mehr genau erinnern, welcher Vorgesetzte das Massaker befohlen hatte. Alfred Ehrlich konnte sich an keine Befehlsausgabe mehr erinnern, Franz Dobersberger konnte sich an „nichts Derartiges“ mehr erinnern. Der Prozess förderte auch zutage, dass Ehrlich vor dessen Aussage von Webers Bruder kontaktiert und beeinflusst worden war. Als weiterer Belastungszeuge fiel auch Josef Wiesler, der damalige provisorische Ortsgruppenleiter von Deutsch Schützen, um, indem er seine 14 Tage zuvor getätigte Aussage, dass er am Morgen des 29. März 1945 mit Alfred Weber über dessen Entscheidung, die Zwangsarbeiter erschießen zu lassen, gesprochen hatte, vollinhaltlich wieder zurücknahm. Da auch der ehemalige Kreisleiter Eduard Nicka im Sinne von Weber aussagte, wurde dieser am vierten Verhandlungstag von allen acht Geschworenen von den erhobenen Anklagepunkten freigesprochen.

### Die Anklage gegen Adolf Storms 2009
Adolf Storms lebte nach dem Ende des Krieges völlig unbehelligt unter seinem richtigen Namen in Deutschland. 2008 beschäftigte sich der Student Andreas Forstner im Rahmen eines politikwissenschaftlichen Forschungspraktikums an der Universität Wien mit dem Thema des Massakers von Deutsch Schützen. Forstner hatte als Soldat des österreichischen Bundesheeres im Rahmen eines Assistenzeinsatzes in der Gegend Dienst gemacht und war dabei auf diese Thematik gestoßen. Bei dieser Arbeit kam ihm auch der Name von Adolf Storms unter, den er in weiterer Folge durch eine einfache Telefonrecherche in Duisburg ausfindig machen konnte.
Zusammen mit seinem Professor Walter Manoschek wurde eine Sachverhaltsdarstellung bei der Staatsanwaltschaft Duisburg eingebracht. Manoschek nahm im Juli 2008 direkt Kontakt mit Storms auf, der sich überraschenderweise bereit erklärte, mit dem Historiker zu sprechen. Das Ergebnis dieser Arbeit waren ein Buch und ein Dokumentarfilm mit dem Titel „Dann bin ich ja ein Mörder!“. Dabei konnte Walter Manoschek auch mit den beiden ehemaligen HJ-Angehörigen Fritz Hagenauer und Johann Kaincz in Kontakt treten.
Die Ermittlungen der Staatsanwaltschaft gegen Storms stießen auf großes internationales Medieninteresse. Dabei kam es auch zu einer Befragung des nach Kanada ausgewanderten Karl Bundschuh, der dabei den Mord an dem ungarischen Zwangsarbeiter bei Jabing durch Adolf Storms ausführlich beschrieb.
Ende Oktober 2009 erhob die Staatsanwaltschaft Duisburg schließlich Anklage gegen Adolf Storms. Der Prozessbeginn wurde durch die Verteidigung verzögert, die Gutachten hinsichtlich der Verhandlungsfähigkeit des nunmehr 90-jährigen Angeklagten erstellen ließ. Storms starb schließlich noch vor dem Verhandlungsbeginn im Juni 2010.

## Grabstelle
Bereits am 20. Mai 1945 fand die erste Teilexhumierung des Massengrabes statt. Ein ungarisches Militärkommando innerhalb der Roten Armee suchte den Platz des Massakers auf und identifizierte 47 Leichen. Ein Protokoll dieser Exhumierung konnte bis dato von Historikern nicht gefunden werden.
Am 21. Dezember 1945 erfolgte die nächste Graböffnung. Zweck dieser Exhumierung war die Feststellung der Todesursache der Ermordeten anlässlich des Prozesses gegen die HJ-Führer vor dem Volksgericht Wien. Bei dieser Graböffnung stellten beigezogene Ärzte bei den Opfern Schussverletzungen am Kopf und am Oberkörper fest.
1961 interessierte sich der Volksbund Deutsche Kriegsgräberfürsorge für das Massengrab; eine Erlaubnis einer Umbettung der Leichen wurde aus unbekannten Gründen vom Bundesministerium für Inneres verwehrt.

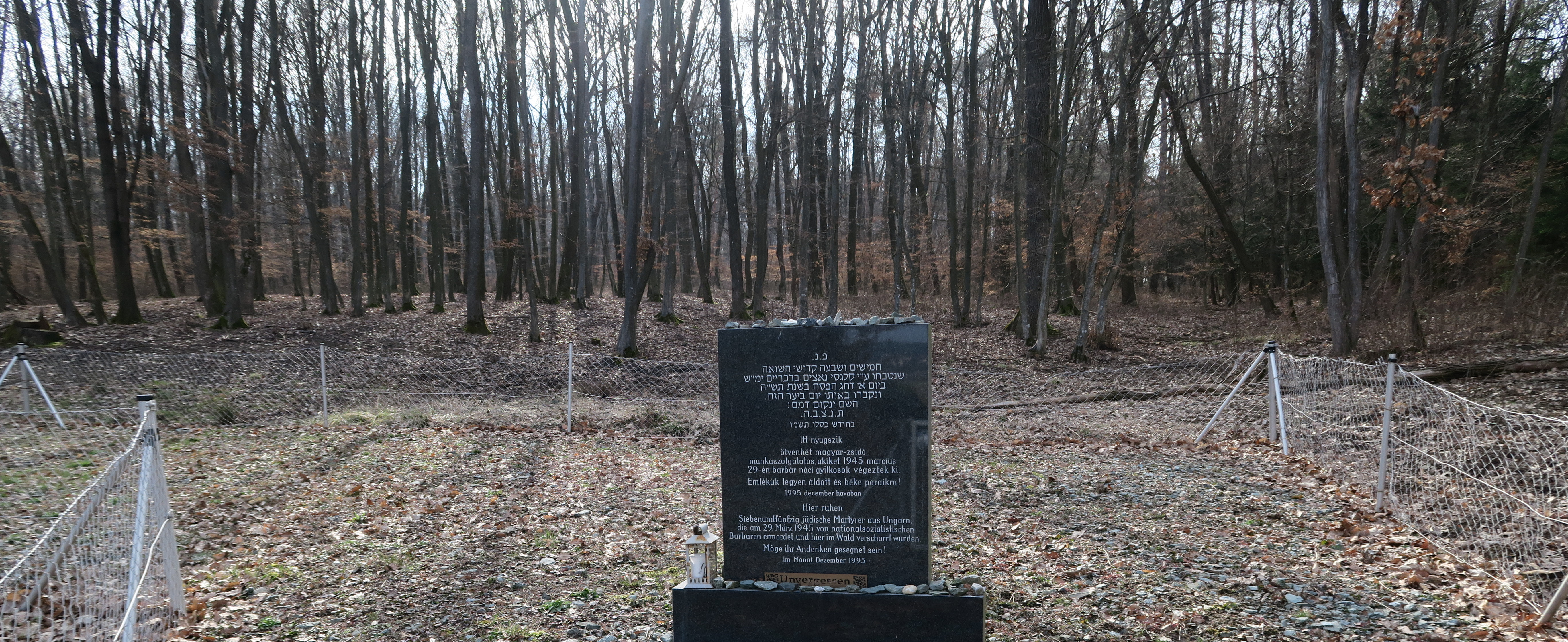
Die Grabstelle heute (März 2018)

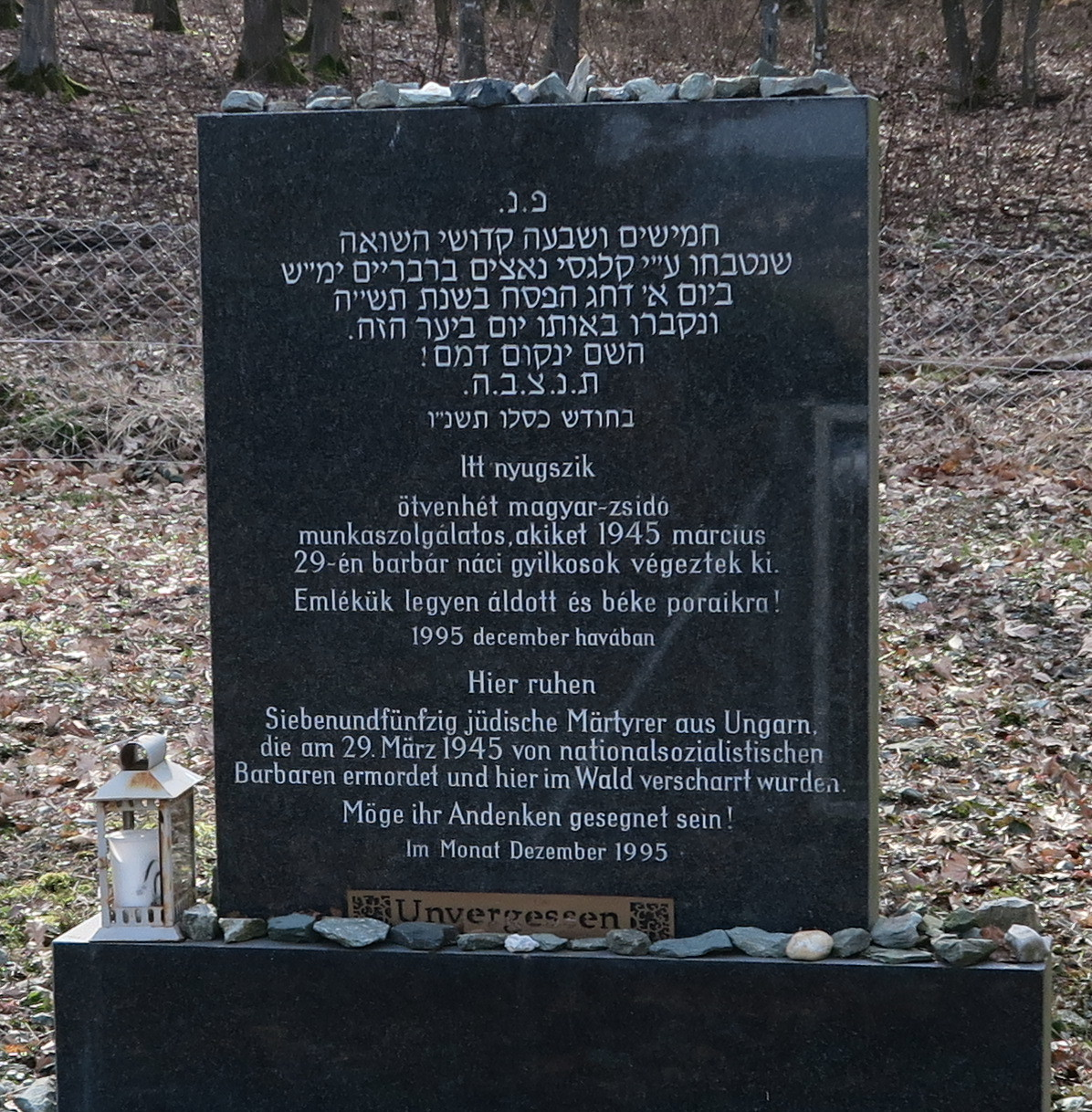
Der Grabstein, der an das Massaker erinnert

Das Grab geriet danach in Vergessenheit. Ab 1985 besuchte der Überlebende Moshe Zairi, den Pfarrer Johann Farkas seinerzeit auf dem Dachboden des Pfarrhofes versteckt hatte, mehrmals Deutsch Schützen. Mit Hilfe einer Zeitzeugin gelang es ihm 1993, die Lage des Grabes ungefähr zu ermitteln. Zairi versuchte dann von Israel aus Bewegung in die Angelegenheit zu bringen, indem er die österreichische Botschaft in Tel Aviv kontaktierte. Schließlich nahm sich auf Betreiben des Bundeskanzleramtes und der Israelitischen Kultusgemeinde Wien der Obmann des Vereines Shalom. Verein zur Wiederherstellung und Erhaltung der jüdischen Friedhöfe in Wien, Walter Pagler, der Sache an. Mit Hilfe von Videoaufnahmen, die Moshe Zairi 1993 gemacht hatte, und der Diplomanden Harald Strassl und Wolfgang Vosko gelang es Pagler im Mai 1995, das Grab zu lokalisieren.
Die Öffnung des Grabes erfolgte am 23. August 1995 unter dem Beisein von Walter Pagler, einem Vertreter der IKG Wien und des damaligen Gemeindepfarrers von Deutsch Schützen. Eine Umbettung war nicht vorgesehen, weil nach der Meinung eines vor der Graböffnung befragten Rabbiners nicht gewährleistet werden konnte, alle Leichenteile zu bergen. Nach einigen Diskussionen in den nächsten Wochen und Monaten wurde schließlich beschlossen, das Areal zur Grabstätte zu erklären. Am 25. Juni 1996 wurde das Grabmal offiziell eingeweiht. Es trägt in den Sprachen Deutsch, Ungarisch und Hebräisch folgende Inschrift:

„Hier ruhen siebenundfünfzig jüdische Märtyrer aus Ungarn, die am 29. März 1945 von nationalsozialistischen Barbaren ermordet und hier im Wald verscharrt wurden. Möge ihr Andenken gesegnet sein! Im Monat Dezember 1995“

Einem Wunsch der Angehörigen, die Namen der bekannten Opfer auf der Rückseite des Grabsteines einzugravieren und diese gegebenenfalls aufgrund neuer Forschungserkenntnisse zu ergänzen, wurde nicht entsprochen. Nachdem 1995 acht Ermordete namentlich bekannt waren, hat sich diese Zahl mittlerweile auf zwölf erhöht: Janos Földösi, Ferenc Haiman, György Klein, Laszlo Komlos, György Sarkany, Andor Sebestyen, Jozsef Sebestyen, György Schwimmer, Peter Szanto, Imre Wallerstein, Jozsef Weinberger und Jozsef Weisz.

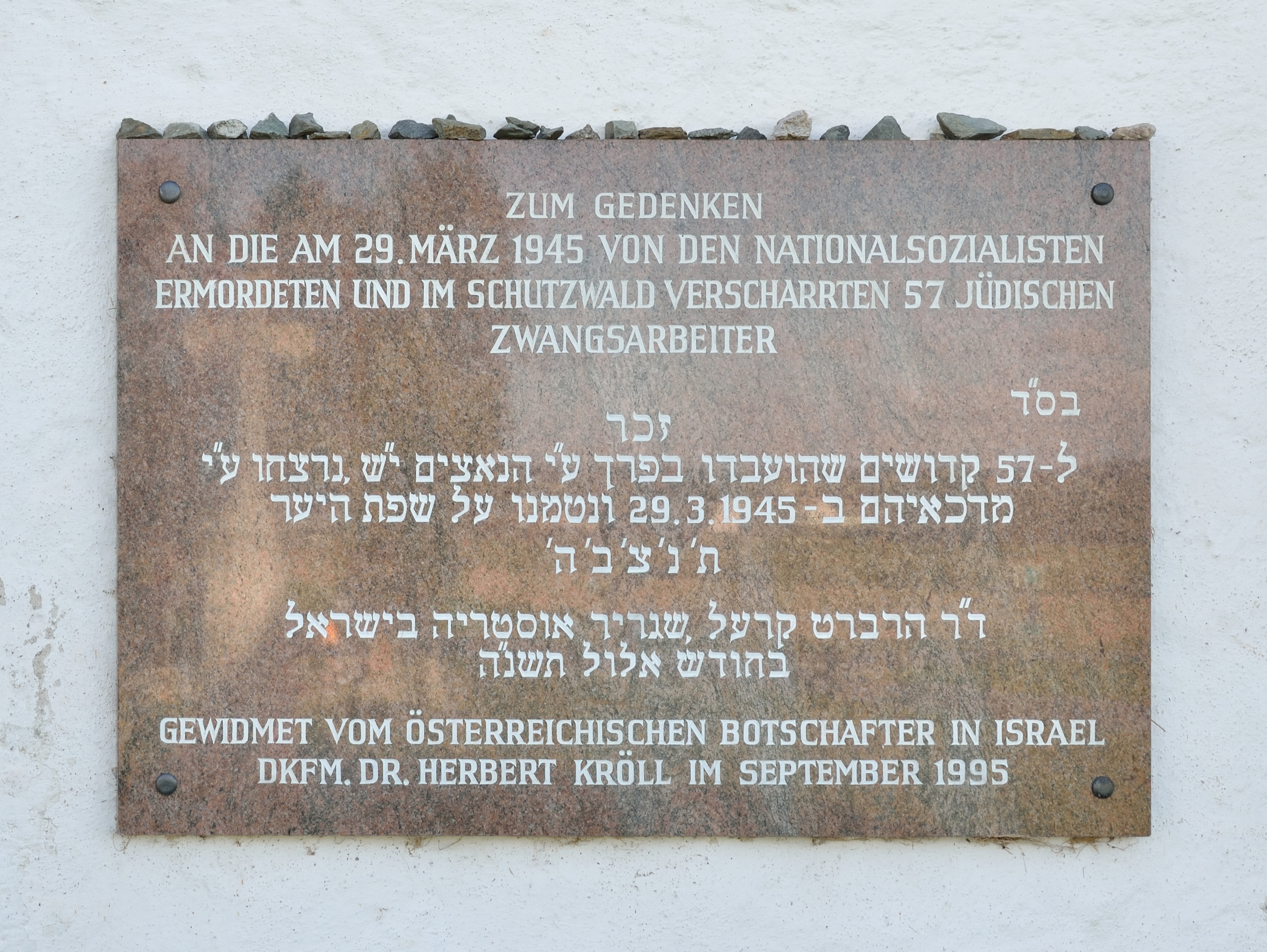
Gedenktafel an der Martinskirche

Im Vorfeld der Graböffnung war dieses von den österreichischen Behörden als Kriegsgrab klassifiziert worden. Dadurch unterblieb nicht nur eine allfällige forensische Untersuchung, es wurde dadurch auch eine strafrechtliche Verfolgung der Täter ausgeschlossen. Wie Andreas Forstner 2008 darlegte, wäre es eine Leichtigkeit gewesen, Adolf Storms in Duisburg ausfindig zu machen.
An der Martinskirche, die am 29. März 1945 als Übergabepunkt der jüdischen Zwangsarbeiter an das Mordkommando gedient hatte, wurde im September 1995 eine Erinnerungstafel angebracht, welche der österreichische Botschafter in Israel stiftete. Bei dieser Zeremonie waren neben dem Stifter Herbert Kröll auch Angehörige der Opfer und der Überlebende Moshe Zairi anwesend.

## Dokumentation
Der Dokumentarfilm „Dann bin ich ja ein Mörder!“ von Walter Manoschek wurde bei der Viennale 2012 vorgestellt und erhielt eine lobende Erwähnung. 2015 folgte ein Buch mit gleichem Titel, das wie der Film durchwegs gute Kritiken erhielt und als wertvoller Betrag für die Aufarbeitung der NS-Geschichte in Österreich angesehen wird.